# Mike Starr (musicista)
Michael Christopher Starr, detto Mike (Honolulu, 4 aprile 1966 – Salt Lake City, 8 marzo 2011), è stato un musicista statunitense, famoso per essere stato membro fondatore e primo bassista della grunge band Alice in Chains.

## Carriera

### Gli Alice in Chains
Mike entrò a far parte degli Alice in Chains nel 1987. Prima di entrare nella band, Mike si esibiva con band locali e, a volte, apriva i concerti di band famose a livello nazionale come, ad esempio, i Queensrÿche. Il periodo che lo vide impegnato con gli Alice in Chains fu, per lui, molto duro; come il leader Layne Staley, anche lui aveva seri problemi di dipendenza dall'eroina, cosa che gli creò non pochi problemi durante le registrazioni di Facelift, il primo album della band. Problemi che crebbero dopo la realizzazione di Dirt nel 1991. La dipendenza dall'eroina lo costrinse, nel 1993, ad abbandonare la band, venendo sostituito da Mike Inez.

### Attività successive
Risolti i suoi guai, Mike formò, in seguito, una sua band, i Sun Red Sun; non ebbe, però, lo stesso successo che lo travolse negli anni precedenti, di fatto questa band è praticamente sconosciuta. John Brandon ha scritto un libro intitolato Unchained - The story of Mike Starr and his rise and fall in Alice in Chains, ove racconta della sua entrata nel gruppo, della sua esperienza e degli eventi che lo portarono alla sofferta decisione di abbandonare il gruppo all'apice del successo. 
Fu grande amico di Layne Staley, e stando a sue stesse dichiarazioni, l'ultima persona in assoluto a parlargli.
Negli anni successivi Mike si faceva trovare alle riunioni della Layne Staley Found oppure suonava con alcune cover band degli Alice In Chains stessi.
Il 18 febbraio 2011 Starr viene arrestato a Salt Lake City, perché sospettato di possesso di sostanze stupefacenti. Morì di overdose da "farmaci da prescrizione" l'8 marzo 2011 in un residence di Salt Lake City.

## Discografia

### Con gli Alice in Chains
- 1990 – Facelift
- 1992 – Dirt
- 1992 – Sap (EP)

### Altri album
- 1984 – Sato – Leather Warriors (Sato Anthology 82/86)
- 1995 – Sun Red Sun – Sun Red Sun
- 2000 – Sun Red Sun – Sunset

### Collaborazioni
- 2004 – Willy DeVille – Crow Jane Alley (dulcimer, mandolino, violino nel brano (Don't Have A) Change Of Heart)
- 2017 – Circe Link – Enchanted Objects And Ordinary Things (violino nei brani Forbidden Fruit (In The Garden), Fixie, Old Photograph, Baby Bottle e Yellow Dress)